# Het Nederlandsch Sportpark
Het Nederlandsch Sportpark (znany również jako Het Amsterdamsch Stadion, Het Stadion lub Oude Stadion) – nieistniejący już wielofunkcyjny stadion w Amsterdamie, w Holandii. Istniał w latach 1914–1929. Mógł pomieścić 30 000 widzów. Został zastąpiony przez wybudowany nieopodal Stadion Olimpijski.

## Historia
17 kwietnia 1911 roku piłkarska reprezentacja Holandii rozegrała spotkanie towarzyskie z amatorską reprezentacją Anglii (wynik: 0:1). Mecz ten odbył się na Sportpark Oud Roosenburgh w Amsterdamie, na którym na co dzień występowali piłkarze klubu RAP. W związku z dużym zainteresowaniem przygotowano na obiekcie dodatkowe, tymczasowe trybuny. Podczas meczu jedna z tymczasowych trybun zawaliła się. Nie było ofiar, ale zdarzenie to było impulsem dla holenderskiego związku piłkarskiego do wybudowania własnego stadionu, na którym w dobrych warunkach mogłaby mecze rozgrywać reprezentacja.
Po podjęciu decyzji o budowie stadionu ogłoszono konkurs na projekt nowej areny. Wśród 24 zgłoszonych projektów wybrano koncepcję Harry'ego Elte. Projekt zakładał budowę stadionu z żużlową bieżnią wokół boiska i trybunami otaczającymi obiekt ze wszystkich stron. Trybuny wzdłuż boiska były proste (trybuna główna po stronie południowej była zadaszona), a za bramkami w kształcie łuków. Charakterystycznym elementem stadionu były cztery wieże umieszczone za narożnikami. Inspiracją dla architekta przy projektowaniu obiektu był budynek giełdy w Amsterdamie oraz Stadion Olimpijski w Sztokholmie. Budowę rozpoczęto w 1913 roku, a 24 maja 1914 roku dokonano jego oficjalnego otwarcia (pierwszy mecz rozegrano na nim już wcześniej, 5 kwietnia 1914 roku). Był to pierwszy murowany stadion w Holandii.
Na stadionie regularnie grywała piłkarska reprezentacja Holandii, rozgrywano na nim także finały Pucharu Holandii. Swoje spotkania grali na nim również piłkarze klubu Blauw-Wit. W 1925 roku odbyły się tutaj Mistrzostwa Świata w kolarstwie torowym. W 1923 roku Amsterdam uzyskał prawo do organizacji Igrzysk Olimpijskich w 1928 roku. Z powodu zbyt małych rozmiarów obiektu zamiast jego rozbudowy zdecydowano się na budowę zupełnie nowego stadionu, który pełniłby rolę głównej areny igrzysk. Nowy stadion powstał w latach 1927–1928 w niewielkiej odległości od Het Nederlandsch Sportpark, ok. 200 m na zachód od niego. Podczas igrzysk na starym stadionie rozegrano jedynie siedem spotkań zawodów w hokeju na trawie oraz jeden mecz turnieju piłkarskiego, służył on także jako obiekt treningowy. W 1929 roku obiekt został rozebrany, a w jego miejscu wybudowano budynki mieszkalne.